# Oligomyrmex oertzeni
Oligomyrmex oertzeni är en myrart som beskrevs av Auguste-Henri Forel 1886. Oligomyrmex oertzeni ingår i släktet Oligomyrmex och familjen myror.

## Underarter
Arten delas in i följande underarter:
- O. o. aeolius
- O. o. oertzeni